# Lee Sang-ho
Lee Sang-ho (Ulsan, Corea del Sur, 9 de mayo de 1987) es un futbolista surcoreano que juega de mediapunta en el Sangju Sangmu Football Club de la K-League Classic de Corea del Sur.

## Selección nacional
Debutó con la selección de fútbol de Corea del Sur el 28 de marzo de 2009 en un partido amistoso contra Irak que finalizó con un resultado de victoria por 2-1 a favor del combinado surcoreano.